# Tohmajärvi
Tohmajärvi è un comune finlandese di 4160 abitanti, situato nella regione della Carelia Settentrionale.
Katri Helena, la cantante finlandese nacque ad Tohmajärvi il 17 agosto 1945.